# 1132
| 1132               |
| ------------------ |
| Dødsfald - Fødsler |
|                    |

| Gregoriansk kalender | 1132 MCXXXII            |
| Ab urbe condita      | 1885                    |
| Armensk kalender     | 581 ԹՎ ՇՁԱ              |
| Kinesiske kalender   | 3828 – 3829 辛亥 – 壬子 |
| Etiopisk kalender    | 1124 – 1125             |
| Jødisk kalender      | 4892 – 4893             |
| Hindukalendere       |                         |
| - Vikram Samvat      | 1187 – 1188             |
| - Shaka Samvat       | 1054 – 1055             |
| - Kali Yuga          | 4233 – 4234             |
| Iransk kalender      | 510 – 511               |
| Islamisk kalender    | 526 – 527               |

Konge i Danmark: Niels 1104-1134
Se også 1132 (tal)

## Begivenheder
- 20. oktober - Viborgs biskop Eskil blev myrdet i Asmild Kirke.